# Sylvia Bonitz
Sylvia Bonitz (ur. 2 lipca 1966 w Hanowerze) – polityk niemiecka. W latach 1988–2002 członek Bundestagu z ramienia partii CDU. W 2006 kandydowała z niepowodzeniem na stanowisko burmistrza Bad Iburg.